# Codogno
Codogno is een gemeente in de Italiaanse provincie Lodi (regio Lombardije) en telt 15.026 inwoners (31-12-2004). De oppervlakte bedraagt 20,9 km², de bevolkingsdichtheid is 698 inwoners per km².
De volgende frazioni maken deel uit van de gemeente: Maiocca, Triulza.

## Demografie
Codogno telt ongeveer 6295 huishoudens. Het aantal inwoners steeg in de periode 1991-2001 met 1,9% volgens cijfers uit de tienjaarlijkse volkstellingen van ISTAT.
| Jaar | Inwoneraantal |
| ---- | ------------- |
| 1991 | 14.136        |
| 2001 | 14.408        |

## Geografie
De gemeente ligt op ongeveer 58 m boven zeeniveau.
Codogno grenst aan de volgende gemeenten: Casalpusterlengo, Camairago, Terranova dei Passerini, Cavacurta, Maleo, Somaglia, Fombio, San Fiorano.

## Geschiedenis
In Codogno begon de coronacrisis in 2020 in Italië. Een 38-jarige man ging op 16 februari 2020 naar het plaatselijke ziekenhuis met ademhalingsproblemen. Vanuit Codogno verspreidde het virus zich snel naar de rest van Italië en Europa. De stad werd in quarantaine gebracht op 22 februari 2020.

## Geboren
- Rino Fisichella (1951), geestelijke en aartsbisschop
- Mario Traversoni (1972), wielrenner
- Eddy Ratti (1977), wielrenner
- Graziano Gasparre (1978), wielrenner
- Samuel Pizzetti (1986), zwemmer

## Externe link

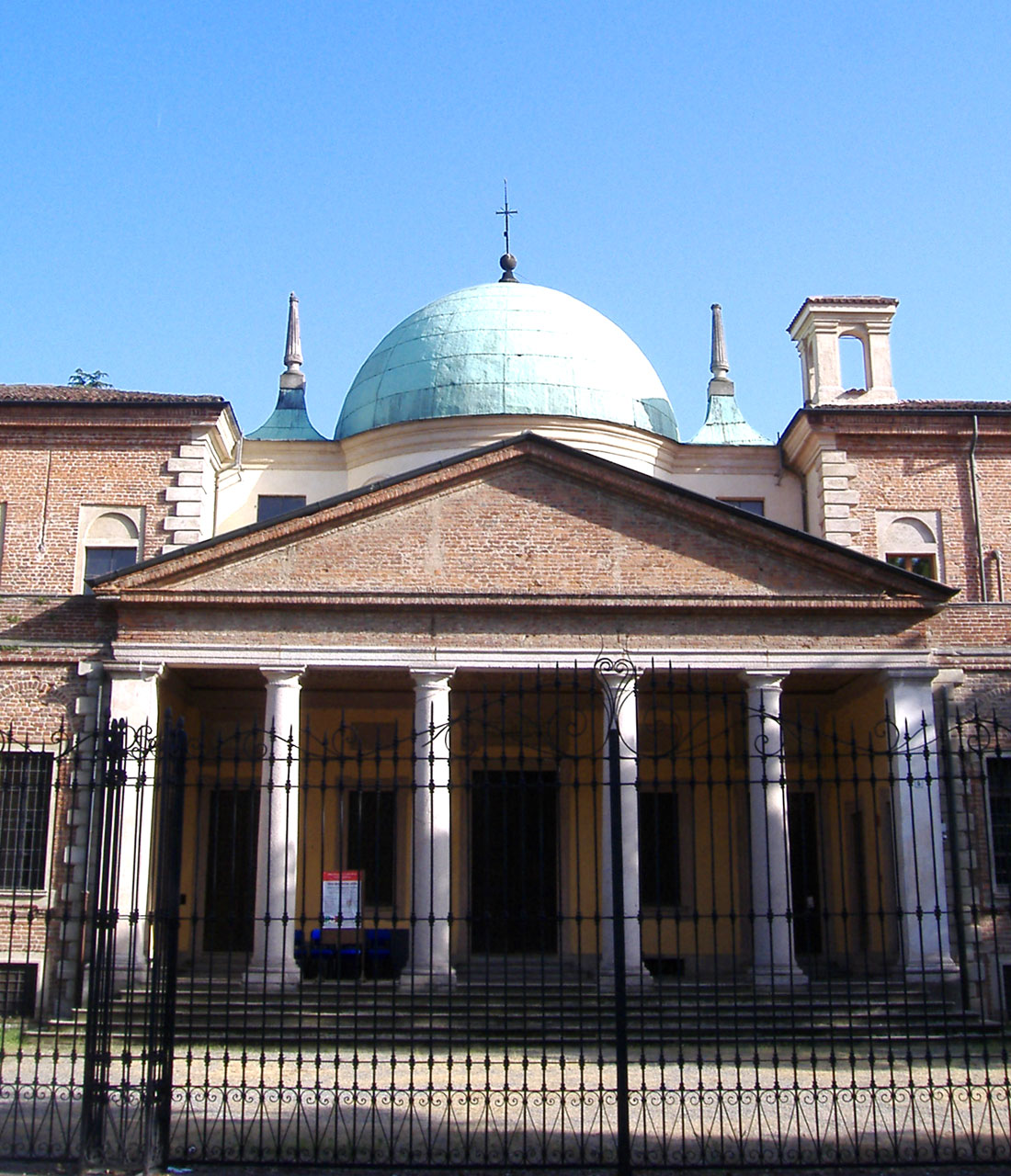
Het oude Ospedale Soave (1779 - 1781), Viale Gandolfi 6, Codogno. Vroeger ziekenhuis, nu bibliotheek en kantoor.